# Makoto Okubo
Makoto Okubo (大久保 誠 Okubo Makoto?), född 3 maj 1975 i Nagasaki prefektur, är en japansk före detta fotbollsspelare.
Okubo började sin karriär 1998 i Sanfrecce Hiroshima. Han avslutade karriären 2000.